# 埃丝特·洛夫格伦
埃丝特·洛夫格伦（英語：Esther Lofgren，1985年2月28日—），美国女子赛艇运动员。她曾代表美国参加2012年夏季奥林匹克运动会赛艇比赛，获得女子八人单桨有舵手金牌。